# Кевиш, Вячеслав Эдуардович
Вячеслав Эдуардович Кевиш (30 апреля 1987, Осинники — 16 сентября 2022, Украина) — российский военнослужащий-спецназовец, гвардии капитан, участник российской войны против Украины. Герой Российской Федерации (2023, посмертно).

## Биография
Вячеслав Кевиш родился 30 апреля 1987 года в городе Осинники в Кузбассе. В 2002 году учился в Кемеровском Кадетском корпусе радиоэлектроники. В 2009 году окончил Новосибирское высшее военное командное училище. Принимал участие в войне на Северо-Кавказском регионе[уточнить].
С первых дней полномасштабной российской агрессии против Украины принимал участие в боевых действиях на территории Черниговской, Харьковской, Луганской, Донецкой областей Украины. Погиб во время отступления российских войск 16 сентября 2022 года.
Был похоронен 26 сентября 2022 года в Новосибирске.

## Награды
- Орден Мужества (09.2022, посмертно);
- Герой Российской Федерации (2023, посмертно).

## Семья
Жена и сын.

## Память
В декабре 2022 года на школе № 35 в городе Осинники (по ул. 50-летия Октября, 33) была установлена мемориальная доска.